# Linha B do Metro de Buenos Aires
A Linha B é uma das seis linhas do Metro de Buenos Aires. Aberta ao público em 17 de outubro de 1930, percorre 11,8 km entre as estações Leandro N. Alem e Juan Manuel de Rosas. Nos últimos anos, detém o título de linha mais utilizada em Buenos Aires. 
Foi a primeira linha em Buenos Aires cujas estações tinham catracas e escadas rolantes. Ela é a única linha da rede que utiliza a coleta de corrente elétrica pelo terceiro trilho. Está conectada à Linha Urquiza da Trenes Argentinos, com quem compartilha o sistema de medição e alimentação, através de túneis na estação Federico Lacroze. Os trens atuais são do modelo "Eidan 500" de fabricação japonesa fornecidos pela Mitsubishi. Foram construídos em 1959, e utilizados inicialmente no Metrô de Tóquio; depois de modernizados, os 128 vagões foram transferidos para o Metro de Buenos Aires em 1995.
Quando foram realizadas as escavações para a construção da estação Leandro N. Alem, foram encontrados os restos de um "elefante" americano da Era Quaternária, que foram enviados ao Museu de Ciências Naturais de La Plata. Muitos anos depois, durante os trabalhos de extensão da linha na direção oposta, o fóssil de um glyptodon foi encontrado em Villa Ortúzar, atualmente exibido na estação de Tronador.

## Estações
| Nome                       | Inauguração            | Bairro                      | Integração |
| -------------------------- | ---------------------- | --------------------------- | ---------- |
| Leandro N. Alem            | 1 de dezembro de 1931  | San Nicolás                 |            |
| Florida                    | 15 de dezembro de 1931 | San Nicolás                 | -          |
| Carlos Pellegrini          | 22 de junho de 1931    | San Nicolás                 |            |
| Uruguay                    | 22 de junho de 1931    | San Nicolás                 | -          |
| Callao                     | 17 de outubro de 1930  | Balvanera / San Nicolás     | -          |
| Pasteur - AMIA             | 17 de outubro de 1930  | Balvanera                   | -          |
| Pueyrredón                 | 22 de junho de 1931    | Balvanera                   |            |
| Carlos Gardel              | 17 de outubro de 1930  | Balvanera                   | -          |
| Medrano                    | 17 de outubro de 1930  | Almagro                     | -          |
| Ángel Gallardo             | 17 de outubro de 1930  | Almagro                     | -          |
| Malabia - Osvaldo Pugliese | 17 de outubro de 1930  | Villa Crespo                | -          |
| Dorrego                    | 17 de outubro de 1930  | Chacarita                   |            |
| Federico Lacroze           | 17 de outubro de 1930  | Chacarita                   |            |
| Tronador - Villa Ortúzar   | 9 de agosto de 2003    | Villa Ortúzar               | -          |
| De los Incas - Parque Chas | 9 de agosto de 2003    | Parque Chas / Villa Ortúzar | -          |
| Echeverría                 | 26 de julho de 2013    | Villa Urquiza               | -          |
| Juan Manuel de Rosas       | 26 de julho de 2013    | Villa Urquiza               |            |

## Galeria

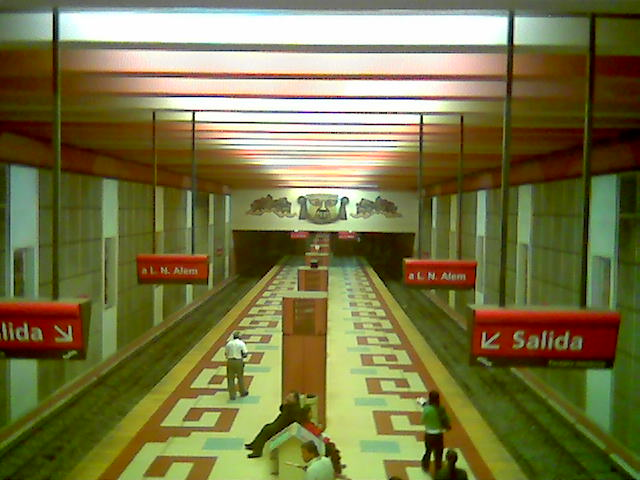
Estação Los Incas - Parque Chas, plataforma de acesso aos trens.
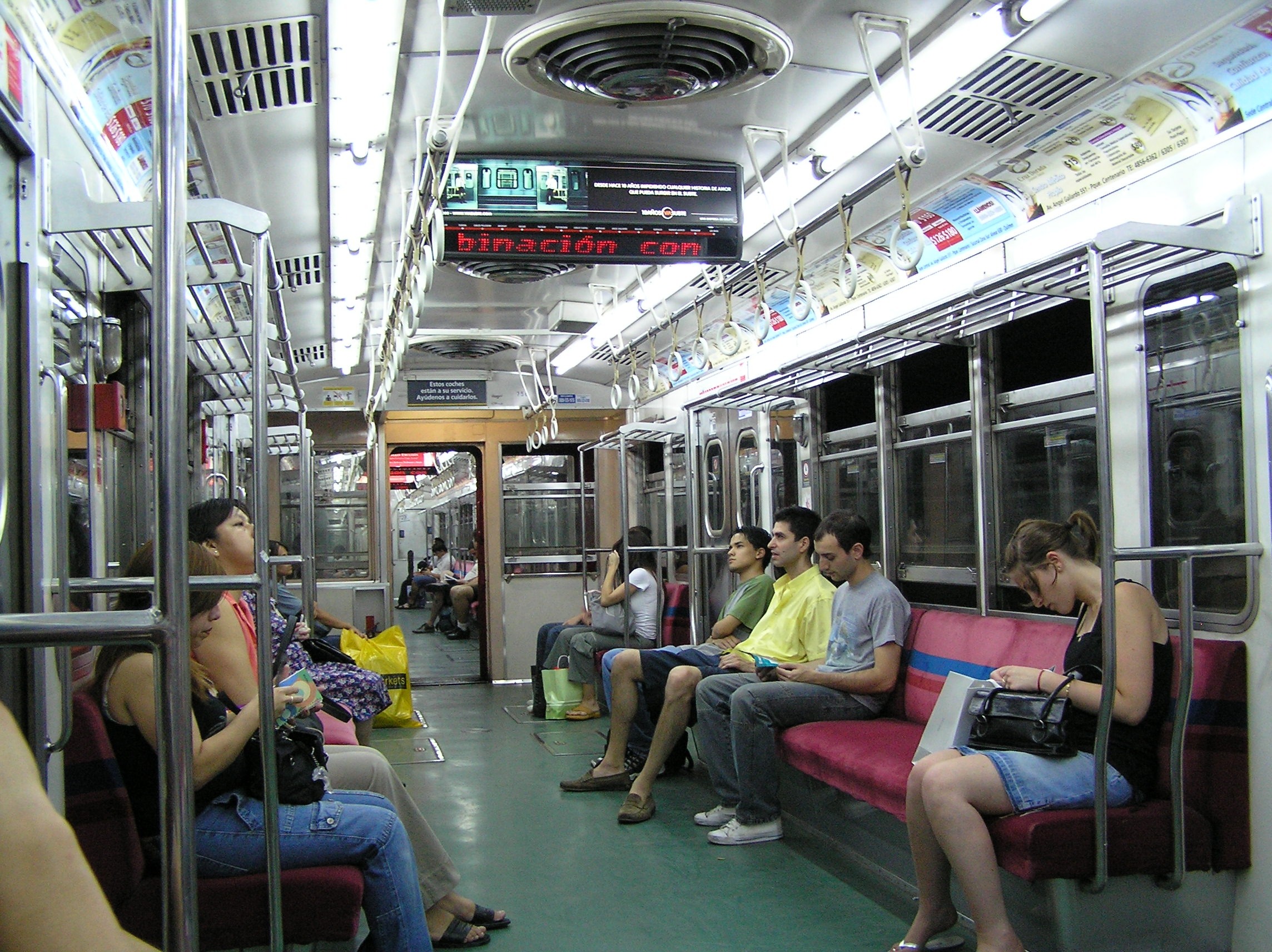
Interior de um trem da línea "B".
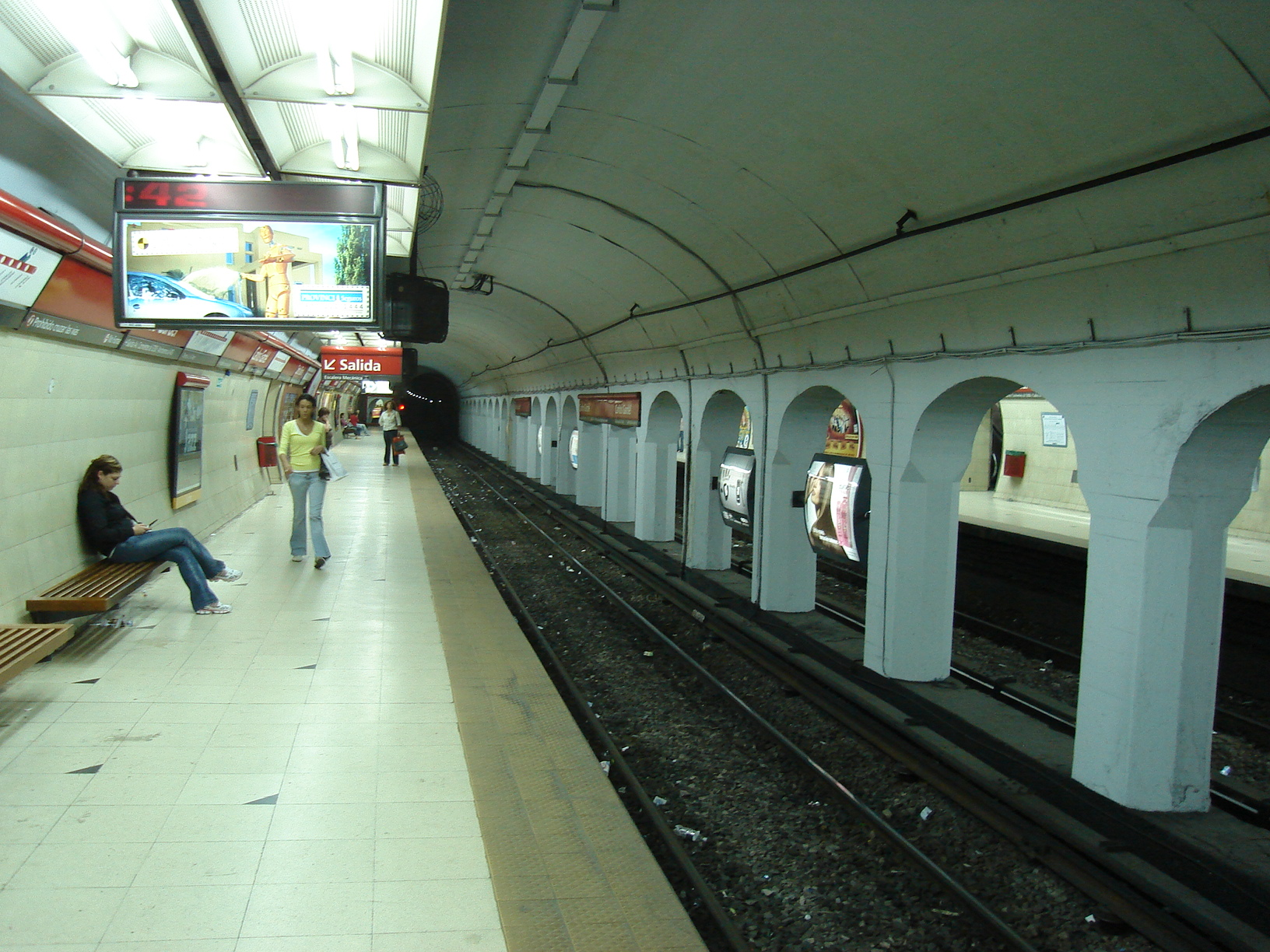
Estação Carlos Gardel.